# سید کمال طباطبایی
سید کمال طباطبایی (زادهٔ ۱۳۴۰ – درگذشتهٔ ۱۶ مرداد ۱۳۹۸) تهیه‌کننده ایرانی بود.
سریال قلب یخی که در سال ۱۳۸۸ برای نخستین بار به بازار آمد اولین سریالی بود که به جای پخش در تلویزیون، از طریق عرضه در سوپرمارکتها و مراکز پخش دی‌وی‌دی در سراسر ایران پخش و از موفقیت چشم‌گیری برخوردار شد. سید کمال طباطبایی از جمله معدود تهیه‌کنندگانی بود که به صورت «حقیقی» در زمینه سینما فعالیت داشت. این بدان معناست که او از طریق یک شرکت حقوقی به ثبت رسیده کار نکرده و شخصاً مسئول تمامی جوانب تولید و پخش فیلم از بدو شروع تا پایان است. فیلم «توفیق اجباری» با شرکت محمدرضا گلزار و به تهیه‌کنندگی سید کمال طباطبایی در سال ۱۳۸۶، پر فروش‌ترین فیلم سال نامیده شد.

## قلب یخی
در سال ۱۳۸۸ اولین دی‌وی‌دی «قلب یخی» که شامل قسمت‌های ۱ و ۲ بود پا در عرصه بازار گذاشت و همراهش، نه تنها شیوه جدیدی برای رؤیت سریال و فیلم‌های سریالی، بلکه روش جدیدی برای اتصال هنرمند به مخاطب در دورانی که سینمای ایران شدیداً در مضیقه بود، ایجاد شد. این بازار جدید البته بی دردسر نبود و مانند همه نوآوری‌ها مشکلات و معضلات خود را دارا بود. چیزهایی از قبیل پخش به موقع بخش‌های جدید سریال، و هزینه ساخت بالا نسبت به هزینه‌های معمول سریال‌های تلویزیونی را می‌توان نام برد. از طرفی، این فرمت جدید موجب جذب ستاره‌های سینمایی به این نوع سریال که به شبکه خانگی موسوم است شده، که هواداران بیشتری را به خود جذب کرد. فصل اول و دوم «قلب یخی» به کارگردانی محمدحسین لطیفی و با حضور ستارگانی چون حمید فرخ‌نژاد، الناز شاکردوست، امین حیایی و مهراوه شریفی نیا و فصل سوم به کارگردانی سامان مقدم و به حضور بازیگران سینمای ایران چون مهران مدیری، رضا کیانیان، هدیه تهرانی و رضا عطاران است.

## درگذشت
طباطبایی، در تاریخ چهارشنبه، ۱۶ مردادماه ۱۳۹۸ در بیمارستان طالقانی تهران به دلیل ایست قلبی درگذشت.

## فیلم‌شناسی

### مجموعه تلویزیونی
- در کنار هم، کارگردان فتحعلی اویسی (۱۳۸۱)
- کاکتوس ۲، کارگردان محمدرضا هنرمند (۱۳۸۲)
- کاکتوس ۳، کارگردان محمدرضا هنرمند (۱۳۸۳)
- بچه‌های نسبتاً بد، کارگردان سیروس مقدم (۱۳۹۲)
- تعبیر وارونه یک رویا، کارگردان فریدون جیرانی (۱۳۹۴)
- شب عید، کارگردان سعید آقاخانی (۱۳۹۶)
- برنامه تلویزیونی شبی با عبدی، کارگردان محمد حسین لطیفی (۱۳۹۷)

### شبکه نمایش خانگی
- قلب یخی (فصل اول)، کارگردان محمدحسین لطیفی (۱۳۸۸)
- قلب یخی (فصل دوم)، کارگردان محمدحسین لطیفی (۹۰–۱۳۸۹)
- قلب یخی (فصل سوم)، کارگردان سامان مقدم (۱۳۹۱)

### سینما
- مرد آفتابی، کارگردان همایون اسعدیان (۷۵–۱۳۷۳)
- چشم عقاب، کارگردان شفیع آقامحمدیان (۱۳۷۶)
- شیرهای جوان (۱۳۷۸ فیلم)، کارگردان محسن محسنی نسب (۷۹–۱۳۷۸)
- عزیزم من کوک نیستم، کارگردان محمدرضا هنرمند (۱۳۸۱)
- سالاد فصل، کارگردان فریدون جیرانی (۱۳۸۳)
- قتل آنلاین، کارگردان مسعود آب‌پرور (۸۵–۱۳۸۴)
- ساعت ۲۵، کارگردان مسعود آب پرور (۱۳۸۴)
- آماده باش، کارگردان بهرنگ توفیقی (۱۳۸۵)
- شب، کارگردان رسول صدرعاملی (۱۳۸۵)
- فرار بزرگ، کارگردان محمدحسین لطیفی (۱۳۸۵)
- توفیق اجباری، کارگردان محمدحسین لطیفی (۱۳۸۶)
- روابط، کارگردان ایرج کریمی (۱۳۸۶)
- هر شب تنهایی، کارگردان رسول صدرعاملی (۱۳۸۷)
- در انتظار معجزه،[۷] کارگردان رسول صدرعاملی (۸۹–۱۳۸۸)